# IC 86
IC 86 је спирална галаксија у сазвјежђу Кит која се налази на листи објеката дубоког неба у Индекс каталогу.
Деклинација објекта је - 16° 14' 28" а ректасцензија 1h 13m 28,4s. Привидна величина (магнитуда) објекта IC 86 износи 14,7 а фотографска магнитуда 15,5. IC 86 је још познат и под ознакама IRAS 01110-1630, PGC 165316.